# Steve Chen
Steve Shih Chen (traditionell kinesiska: 陳士駿; pinyin: Chén Shìjùn), född i augusti 1978 i Taipei, Taiwan, är en av grundarna bakom videosajten Youtube. 
Chen bodde i Taiwan till han fyllde 8 år, då hans familj bestämde sig för att flytta till USA.
Det var på jobbet hos PayPal som han lärde känna sina medgrundare till sajten Youtube. 
När Google köpte sajten fick Chen 625 366 Googleaktier, plus ytterligare 68 721 vid ett senare tillfälle. Hans Googleaktier var värda 350 miljoner dollar 30 oktober 2007.